# Super-GAU – Die letzten Tage Luxemburgs
Super-GAU – Die letzten Tage Luxemburgs (Originaltitel: An Zéro – Comment le Luxembourg a disparu) ist eine luxemburgisch-deutsche Dokufiktion von Julien Becker und Myriam Tonelotto. Der Film wurde am 21. April 2021 erstmals auf Arte ausgestrahlt.

## Inhalt
Im Film wechseln sich Szenen eines fiktiven, auslegungsüberschreitenden Unfalls (Super-GAU) im Kernkraftwerk Cattenom mit Ausschnitten aus Interviews mit Experten ab. So nehmen unter anderem der luxemburgische Energieminister Claude Turmes, Umweltministerin Carole Dieschbourg oder die ehemalige Kulturministerin Erna Hennicot-Schoepges Stellung zu den möglichen Auswirkungen eines solchen Unfalls. Auch Wissenschaftler des Verfassungsrechts und der Kerntechnik kommen zu Wort.
Im fiktiven Teil des Films wird die Geschichte der Familie Fischer (Luc Schiltz und Fabienne Hollwege) sowie jene des Journalistenduos Emma und Nico (Sophie Mousel und Joël Delsaut) gezeigt. Nach einem Störfall im Kernkraftwerk hüllt sich der Betreiber zunächst in Schweigen. Nachdem aber zwei Kraftwerksmitarbeiter auf die drohende Gefahr hinweisen, entwickelt sich eine Massenpanik. Die Einwohner versuchen daraufhin, aus der Region zu fliehen. Später werden Ausschnitte aus dem Leben einige Jahre nach dem Unglück gezeigt. Das Gebiet rund um das Kernkraftwerk ist dabei abgesperrt und bewacht. Viele der ehemaligen Bewohner leben weiterhin in Notunterkünften und leiden unter den Folgen des Unfalls.

## Produktion
Der Film wurde von Skill Lab und dem Norddeutschen Rundfunk koproduziert. Aufgrund der COVID-19-Bestimmungen wurden die Experten einzeln interviewt und danach zu einer Diskussionsrunde zusammengeschnitten.
Die Mitregisseurin Myriam Tonelotto kritisierte die Produktionsgesellschaften, einschneidende Veränderungen am Film vorgenommen zu haben. Sie distanzierte sich öffentlich von der ausgestrahlten Version, die gemäß ihrer Aussage die positiven Aspekte der luxemburgischen Kultur kaum aufgreift.

## Rezeption
Kritiker loben die hohe Informationsfülle und die breite Auslegung des Films. Bemängelt wird meist, dass die Umsetzung des Films eher trocken und teils zu wenig verwoben ist. So schreibt etwa Harald Keller:

„Das Themenspektrum umfasst soziologische, historische, medizinische Aspekte, bedeutsame und wichtige Beiträge, zwar optisch ambitioniert, leider aber doch eher spröde eingerichtet. Es wird viel erklärt und wenig gezeigt.“

Auch der Filmdienst schreibt, dass der Film trotz seiner Schwächen auf die großen Auswirkungen eines Unfalls aufmerksam machen kann.